# Asignatura aprobada
Asignatura aprobada est un film espagnol réalisé par José Luis Garci, sorti en 1987. Le film fut nommé à l'Oscar du meilleur film en langue étrangère.

## Fiche technique
- Titre : Asignatura aprobada
- Réalisation : José Luis Garci
- Scénario : José Luis Garci et Horacio Valcárcel
- Production : José Luis Garci
- Musique : Jesús Gluck
- Pays de production :  Espagne
- Genre : Film dramatique, Thriller
- Durée : 94 minutes
- Dates de sortie : 
  - Espagne : 9 avril 1987
  - Argentine : 5 mai 1988

## Distribution
- Santiago Amón
- Silverio Cañada
- Joaquín Carballino
- Juan Cueto
- José Manuel Fernández